# 米須玲音
米須 玲音（よねす れおと、2003年1月14日 - ）は、日本の男子バスケットボール選手である。ポジションはポイントガード。B.LEAGUE川崎ブレイブサンダース所属（特別指定選手）。長崎県出身。

## 来歴
東山高校在学中、U16日本代表候補に選ばれる。3年次のウィンターカップでは準優勝となり大会ベスト5に選ばれる。2021年1月、川崎ブレイブサンダースと特別指定選手契約を結ぶ。

## 経歴
- 松浦市立志佐小学校 - 佐世保市立日野中学校 - 東山高等学校 - 日本大学 - 川崎ブレイブサンダース（2021年：特別指定）- 川崎ブレイブサンダース

## 個人成績
| シーズン | チーム | GP | GS | MPG | FG%  | 3P%   | FT%   | RPG | APG | SPG | BPG | TO | PPG |
| -------- | ------ | -- | -- | --- | ---- | ----- | ----- | --- | --- | --- | --- | -- | --- |
| 2021-22  | 川崎   | 9  | 0  | 5.5 | .727 | 1.000 | 1.000 | .8  | 1.0 | .1  | .0  | .6 | 2.1 |